# Фонтаний, Жак
Жак Фонтани́й (фр. Jacques Fontanille, род. 1948) — французский семиотик, один из ведущих представителей Парижской школы семиотики. Является автором и соавтором более десяти книг и множества статей, посвященных проблемам теоретической семиотики, литературной семиотики и семиотики визуальности.

## Биография
Жак Фонтаний — ученик и последователь А. Ж. Греймаса. В соавторстве ими написано несколько книг, включая «Семиотика страстей. От состояния вещей к состоянию души» и «Семиотика видимого о световых мирах». Они совместно руководили семиотическим семинаром в Высшей школе социальных наук (EHESS) в Париже. После смерти А. Ж. Греймаса семинар продолжался под руководством Жака Фонтания, позднее он был преобразован в семиотический семинар в Institut Universitaire de France.
С 2005 по 2019 год Жак Фонтаний занимал пост президента Лиможского университета, где вёл курсы лингвистики, семиотики, стилистики и риторики. Он также является старшим членом Institut Universitaire de France. Вместе с Греймасом Фонтаний разработал семиотику страстей. Вместе с Клодом Зильбербергом он развил так называемую sémiotique tensive. Изложил свои взгляды в книгах «Семиотика дискурса» (2003 ) и « Soma et séma» (2004).